# Эрхардт, Герман
Ге́рман Э́рхардт (нем. Hermann Ehrhardt; 29 ноября 1881, Дирсбург, ныне в составе Хоберга — 27 сентября 1971, Кремс-на-Дунае) — германский морской офицер, командир фрайкора в 1918—1920 годах.

## Биография
Сын священника, в юности поступил в германский императорский флот, участвовал в подавлении восстания в Намибии (1904).
К началу Первой мировой войны служил капитан-лейтенантом на миноносце. Участвовал в операциях на Северном и Балтийском морях, в том числе в сражении в проливе Скагеррак.
После «брюквенного восстания» и заключения Компьенского перемирия (1918) Эрхардт, бывший тогда корветтен-капитаном, должен был сдать своё судно британцам, но не подчинился и привел пароход в Вильгельмсхафен.
После войны Эрхардт сформировал добровольческую Вторую морскую бригаду численностью 6.000 человек, которая принимала участие в столкновениях с коммунистами и социалистами в различных регионах Германии.

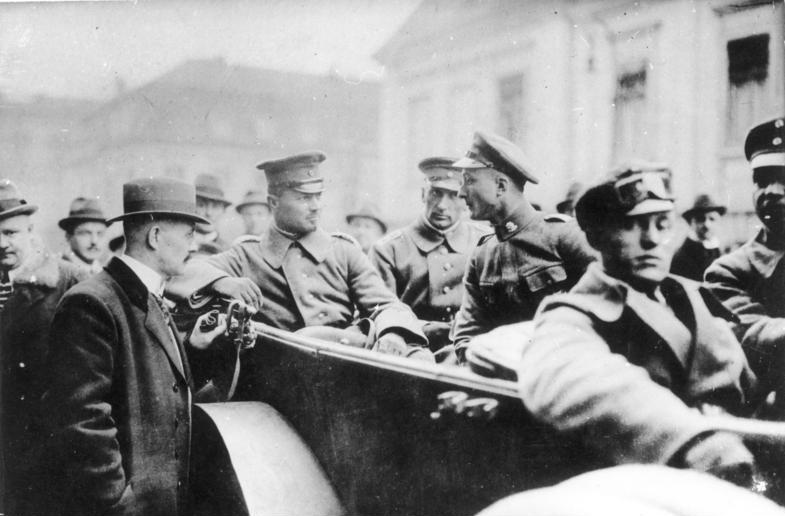
Капитан Эрхардт во время Капповского путча 1920 года (слева в авто)

В 1920 году бригада Эрхардта принимала участие в путче Каппа—Люттвица, после поражения путча Эрхардт был вынужден бежать из Германии, но вскоре вернулся в Баварию и создал тайную террористическую организацию «Консул», участвовал в формировании Лиги Викингов.
Во время «Пивного путча» Эрхардт отказал в поддержке Гитлеру. Впоследствии он неудачно боролся с Гитлером за роль лидера германского крайне правого движения, многие его сторонники оставили его и стали членами НСДАП.
В 1934 году Эрхардт должен был стать одной из жертв «ночи длинных ножей», но смог бежать в Швейцарию. В 1936 году он осел в австрийском городе Кремс. Эрхардт отошёл от политики, занимался фермерством и умер в 1971 году. Похоронен рядом с супругой на кладбище в Лихтенау-им-Вальдфиртель в Нижней Австрии.